# Szaniec (skała)
Szaniec – skała w orograficznie lewych zboczach Doliny Będkowskiej na Wyżynie Olkuskiej będącej częścią Wyżyny Krakowsko-Częstochowskiej. Administracyjnie znajduje się we wsi Będkowice w województwie małopolskim, w powiecie krakowskim, w gminie Wielka Wieś.
Szaniec znajduje się w dolnej części prawego zbocza (patrząc od dołu) wąwozu Nad Szańcem, będącego lewym odgałęzieniem Doliny Będkowskiej. W lewym zboczu tego wąwozu i nieco wyżej jest Turnia nad Szańcem. Jak wszystkie skały Doliny Będkowskiej Szaniec zbudowany jest z wapienia. Nie zainteresował wspinaczy skalnych, jego nazwę wymienia tylko Geoportal.

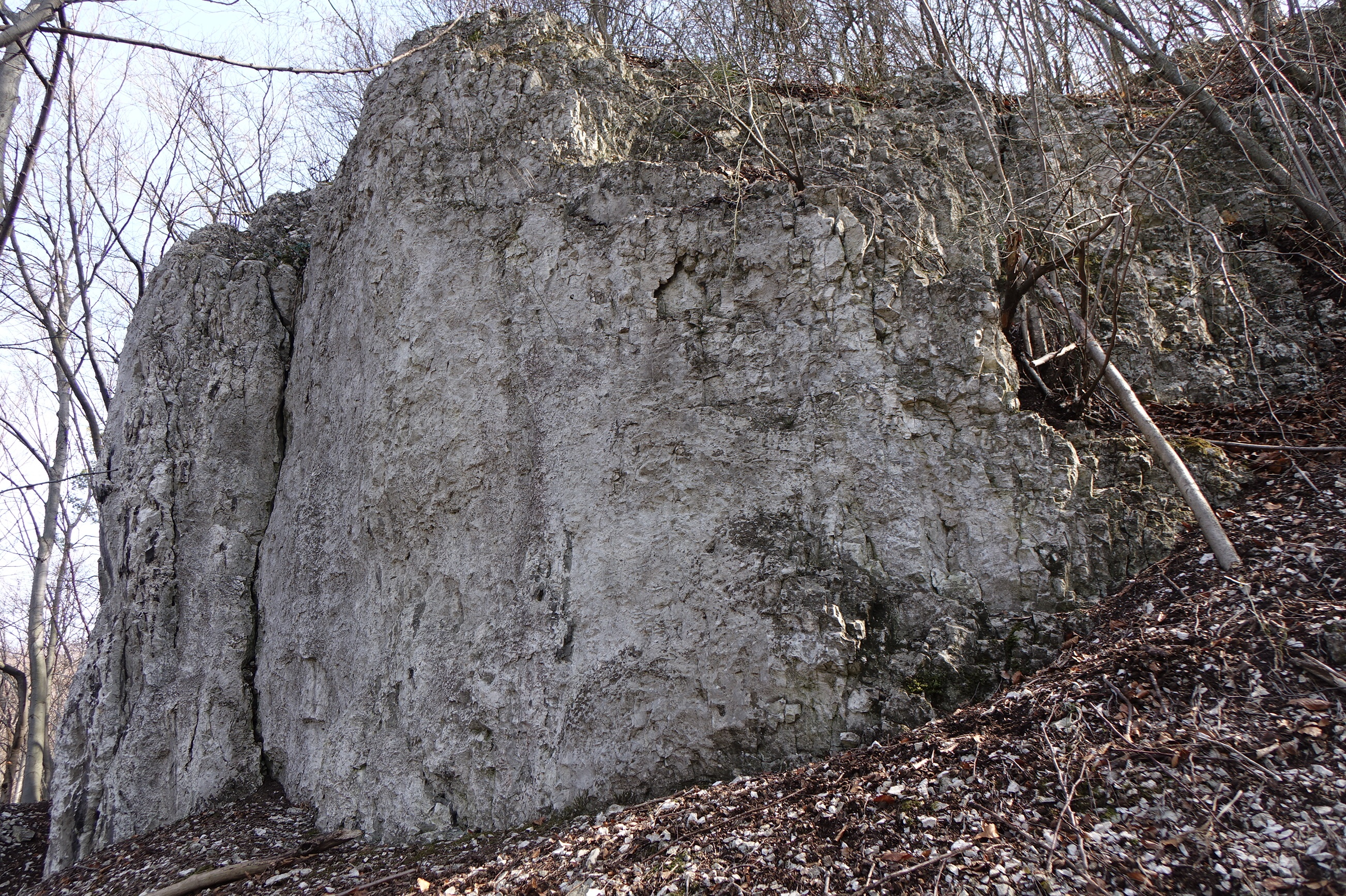
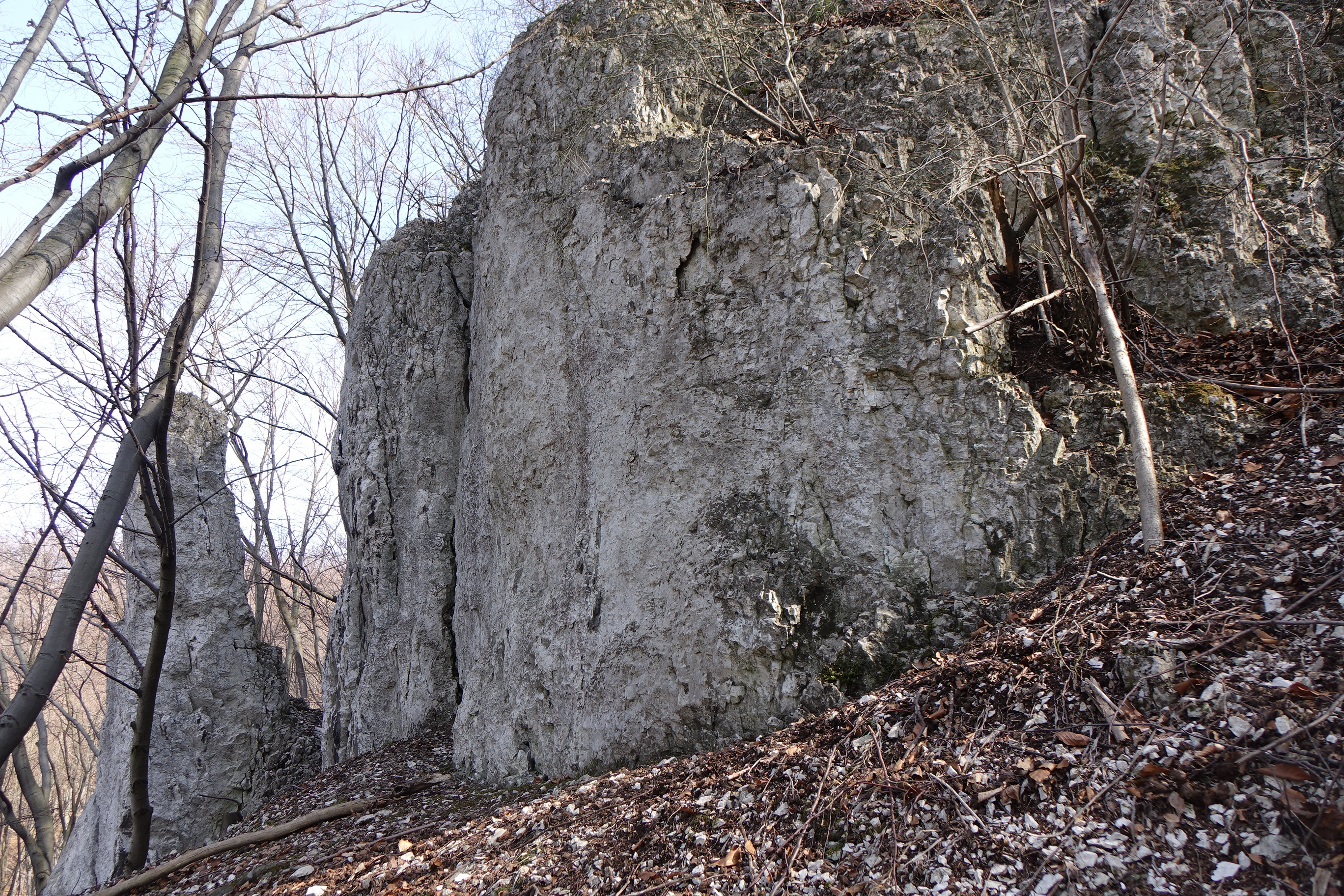
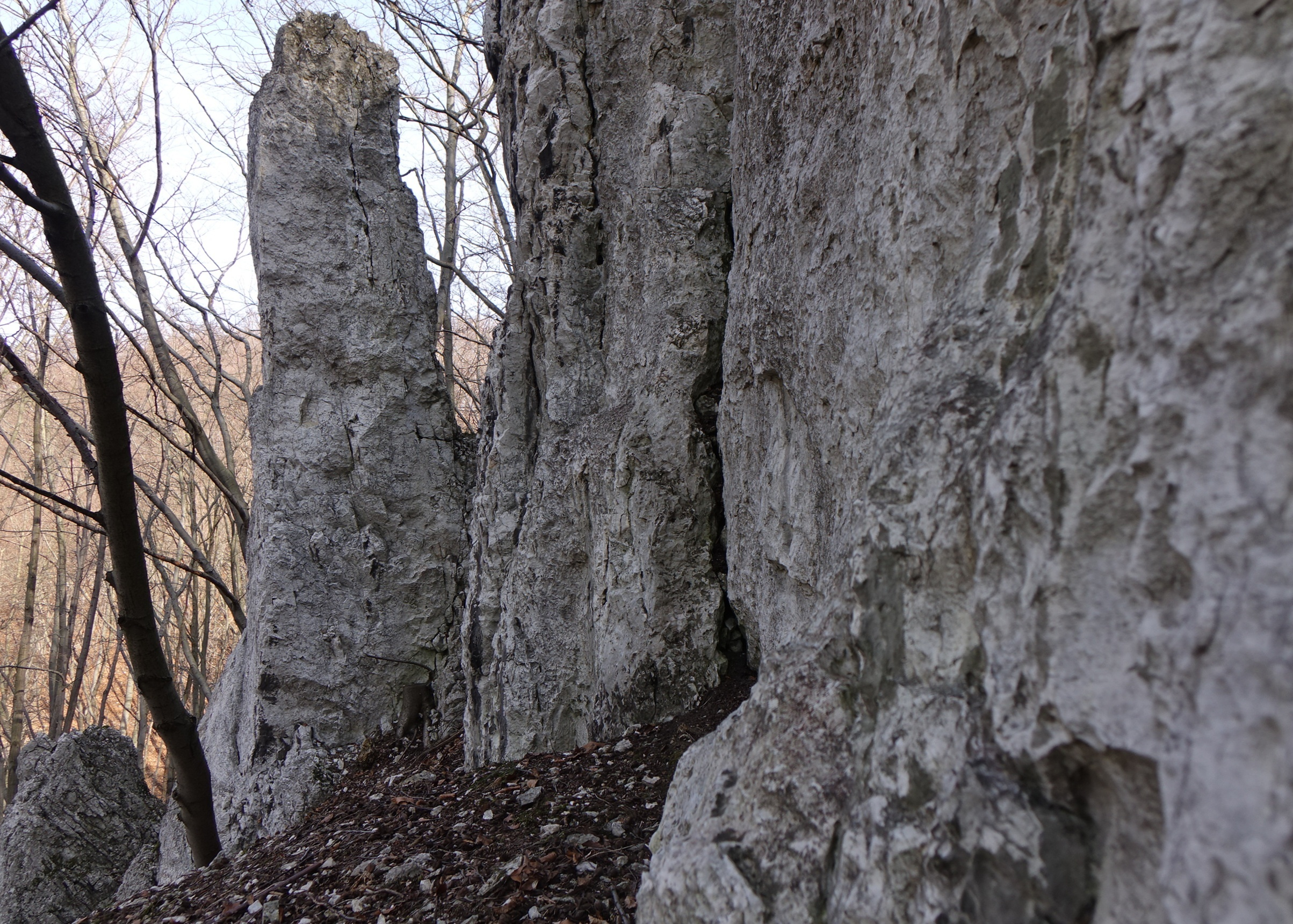